# Cats
Cats è un musical in due atti del 1981 composto da Andrew Lloyd Webber su testi di Thomas Stearns Eliot (con aggiunte di Trevor Nunn e Richard Stilgoe). È uno dei più famosi musical nel mondo ed uno tra i più grandi successi di tutti i tempi per longevità, spettatori e incassi totali. Il musical si basa sul libro di Thomas Stearns Eliot Il libro dei gatti tuttofare (Old Possum's Book of Practical Cats, 1939; tradotto in italiano nel 1963), raccolta di poesie aventi gatti come protagonisti. Le poesie erano in realtà inizialmente lettere che il poeta scriveva ai suoi nipotini e che vennero poi successivamente pubblicate. Lloyd Webber ha musicato tutte le poesie della raccolta per costruire la storia del musical, oltre a materiale inedito fornitogli dalla vedova di Eliot. Memory, la canzone più famosa del musical, è stata scritta da Trevor Nunn ispiratosi alla poesia di Eliot Rapsodia su una notte di vento.

## Trama

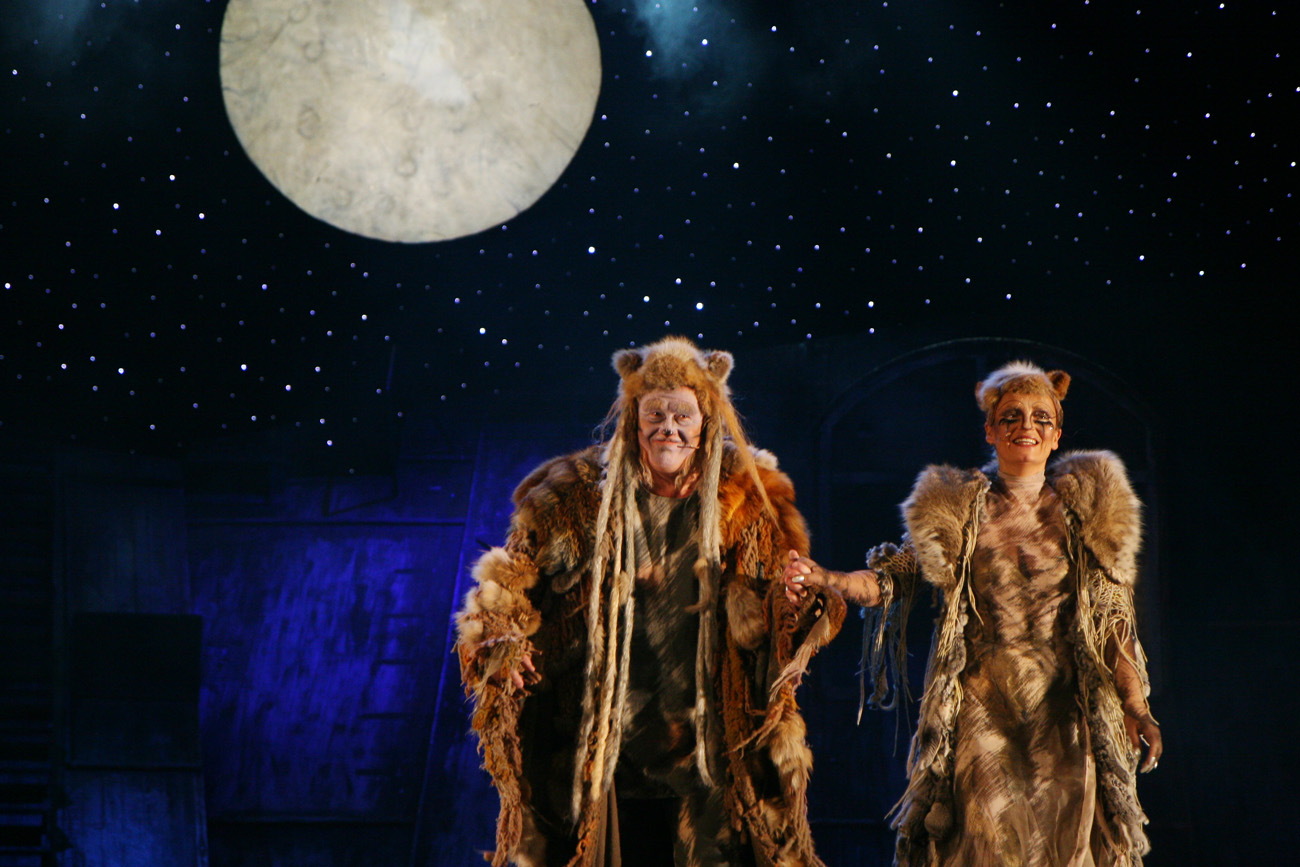
Old Deuteronomy e Grizabella

Tutti i gatti del quartiere di Jellicle si ritrovano per l'annuale ballo e per festeggiare il vecchio gatto Old Deuteronomy, loro capo. Nel corso della festa uno dei gatti sarà scelto e avrà l'onore di ascendere al paradiso dei Jellicle Cats, l'"Heaviside Layer", ma prima i gatti si presentano e raccontano la loro storia. La festa è turbata da due avvenimenti: la comparsa in scena di Grizabella, un tempo affascinante gattina che, dopo aver abbandonato il gruppo si è ritrovata sola, abbandonata e in miseria; e le improvvise apparizioni del malvagio Macavity, che rapisce Old Deuteronomy gettando gli altri gatti nello sconforto.
Macavity si ripresenta sotto le spoglie di Old Deuteronomy, ma è riconosciuto e scacciato. Per recuperare il loro capo, i gatti Jellicle chiedono aiuto al magico Mister Mistoffelees, assistito dall'affascinante Cassandra.
Quando il gruppo si è riunito e la serenità sembra essere tornata, riappare Grizabella che si rivolge ai compagni di un tempo chiedendo di essere perdonata e riammessa fra loro (con la canzone più celebre del musical, Memory). E Old Deuteronomy concede proprio a lei il privilegio di salire la scala che la porterà all'"Heaviside Layer".

## Personaggi
- I Jellicle Cats sono un gruppo di gatti dell'omonimo quartiere in cui abitano; generalmente sono bianchi o neri, di piccola taglia e dal lento sviluppo, dotati di grande astuzia e di uno struggente e dolcissimo miagolio. Hanno eccezionali doti da ballerini e danzano in modo straordinario la Gavotta e la Giga. Adorano ballare sotto la luna piena e trascorrono oziosamente le loro giornate, nonostante siano incredibilmente agili. Ogni gatto Jellicle ha tre nomi: un nome da usare in famiglia, un secondo nome più dignitoso e un terzo nome che un essere umano non potrà mai scoprire. Generalmente, quando si vede un Jellicle Cat profondamente concentrato è perché sta pensando al suo terzo ed ineffabile nome. Una volta all'anno, in una notte di luna piena, la comunità si raduna in una discarica di rifiuti abbandonata per decidere chi di loro potrà cominciare una nuova e meravigliosa esistenza Jellicle. Ognuno di essi ha caratteristiche particolari, che lo portano ad essere unico.

- Admetus - Un giovane gatto dal pelo di vari colori. In molte produzioni, l'attore che interpreta Admetus, interpreta anche Macavity o Rumpus Cat. In qualche produzione di Broadway prende il nome di Plato, anche se nella versione video compaiono tutti e due i gatti. Nella versione londinese e in altre mondiali è ricordato comunque come Admetus.
- Alonzo - È uno dei gatti più adulti del branco, ed è riconoscibile dal pelo bianco e nero. È considerato il braccio destro di Munkustrap. La parte di Alonzo è stata interpretata da Roland Alexander nel West End e da Jaime Hector Mercado a Broadway. Nel film Cats Alonzo è interpretato da Jason Gardiner.
- Asparagus (detto Gus) - È un gatto molto vecchio che ha passato la vita nei teatri. Racconta la sua gioventù da attore, ricordando la sua magnifica interpretazione di Growltiger. I due personaggi sono lo stesso individuo, ma il primo è un gatto anziano e pensieroso, mentre il secondo è un giovane gatto ballerino. Nella versione video del 1998 il ruolo fu interpretato da due attori differenti: Tony Timberlake interpretò Asparagus, mentre l'anziano John Mills interpretò Gus, il gatto teatrale. Gus, come viene presentato dalla badante Jellylorum, è il gatto del teatro. In gioventù recitò nei maggiori teatri inglesi, ottenendo sia il favore della platea (che gli chiese sedici bis) sia quello della critica. Il suo genio teatrale era notevole: sapeva a memoria più di settanta monologhi, sapeva improvvisare buffissime gag e imparava la parte a perfezione con una sola ora di prove. Recitò anche in alcune opere del drammaturgo William Shakespeare (Re Lear, Amleto e Otello)) e con geniali attori dell'epoca vittoriana, come Henry Irving e Tree. Ma ora è un anziano gatto dal pelo logoro e polveroso con una zampa tremolante. Egli ritiene che i giovani attori di oggi non siano all'altezza di quelli della sua epoca; le odierne commedie sono tutte carine, ma non hanno nulla vedere con le sue grandi prime. Durante il suo numero ritorna indietro con la memoria, sino a tornare all'epoca della gioventù, durante una rappresentazione di Growltiger's Last Stand ("L'ultima resistenza di Growltiger").
- Bill Bailey - Un giovane gatto bianco e marrone. In molte produzioni (compresa quella video) non compare.
- Bombalurina - Gatta dal pelo colorato che assieme a Demetra è la leader del gruppo delle gatte.
- Bustopher Jones - È un gatto d'alta classe bianco e nero molto grasso, veste in frac e ha un paio di baffi arricciolati da signore d'alta borghesia. Nel musical viene descritto come un gatto appartenente ad una nobile famiglia borghese, il quale passa le giornate nei vari ristoranti di classe, a seconda della stagione. Questa sua abitudine lo ha trasformato in un gatto "tondo", dal peso di 12 kg. Bustopher Jones indossa un grosso frac nero con un fiore all'occhiello. Ha una parrucca nera striata di bianco. Usa un bastone a forma di cucchiaio per passeggiare e giocare a golf. Bustopher Jones è interpretato da James Barron nel filmato del 1998. Nel West End è stato interpretato da Brian Blessed.
- Carbucketty - è un gatto che è rimasto nelle idee di T. S. Eliot, doveva essere il "knockabout cat". Il suo ruolo è principalmente quello di un ballerino e acrobata. Appare sia nella versione originale di Broadway e di Londra. Nel 1987 il personaggio è stato rinominato Mungojerrie. Il costume è un bicolore bianco e nero/marrone. Nel filmato del 1998 è stato rinominato Pouncival. Nella produzione giapponese di Cats, Carbucketty appare accanto a Mungojerrie come un personaggio differente e distinto.
- Cassandra - è una sensuale gatta marrone di razza abissina dagli occhi azzurri. Il suo costume è costituito da una muta aderente marrone con il petto ed il muso bianco. È l'assistente di Mister Mistoffelees. Insieme a Mister Mistoffelees, Coricopat e Tantomile, formano il quartetto dei gatti dotati di poteri sovrannaturali. Nella versione giapponese del musical il personaggio di Coricopat era assente, così la coppia di gemelli fu formata da Cassandra e Tumblebrutus. Viene citata nella canzone di Macavity durante la quale viene chiamata col nome di "Occhi bui", il suo nome da criminale. Nella versione video del 1998 è interpretata da Rebecca Parker, mentre a Broadway fu interpretata da René Ceballos.
- Rum Tum Tugger - è un gatto affascinante, che fa impazzire tutte le gatte, il classico Don Giovanni. È un gatto viziato, che vuole sempre di più, e quando lo ottiene, si annoia.
- Macavity - è il gatto malvagio, definito il Napoleone del crimine, satana, rapisce Old Deuteronomy
- Coricopat - è il fratello gemello di Tantomile. Coricopat e Tantomile sono inseparabili e si spostano in perfetta sincronia ed unità nella coreografia. I loro costumi sono a righe e suggeriscono il pelo della tigre ma anche l'eco offuscata della luna caratterizzata sul set. Essi sono i primi a notare le eventuali modifiche del loro mondo, l'arrivo di un nuovo gatto. È assente nella versione giapponese.
- Demetra - insieme a Bombalurina, la sensuale leader delle gatte, dal pelo sul rosso
- Electra - giovane e tranquilla femmina della tribù, ammiratrice del Rum Tum Tugger come Etcetera. Appare solo nei balli di gruppo e non ha parti soliste di danza o canto nel musical.
- Etcetera- è una delle gatte più giovani e ammiratrice di Rum Tum Tugger.
- Exotica - è un personaggio molto particolare del musical, infatti non compare in nessuno spettacolo in tournée né nella versione del West End o di Broadway. Essa infatti appare solamente nella versione video del musical (1998). La sua presenza è dovuta al fatto che Andrew Lloyd Webber volle inserire nel cast un attore presente nel debutto di Broadway nel 1981, oltre a Ken Page: Femi Taylor, che nel cast originale del 1981 interpretava Tantomile. Naturalmente, essendo passati quasi vent'anni da quella prima rappresentazione, Femi Taylor non era più in grado di prendere parte alle complesse coreografie del suo personaggio originario, quindi il personaggio di Exotica è visibile solo in alcuni passaggi (ad esempio durante l'arrivo di Macavity) e, spesso, sullo sfondo durante le coreografie dedicate ai singoli Jellicle (ad esempio Skimbleshanks o Grizabella).
- George
- Ghengis o Gilbert
- Grizabella - è una gatta malandata e vecchia emarginata da tutti i Jellicle che alla fine viene scelta da Old Deuteronomy per rinascere.
- Lady Griddlebone
- Growltiger era un pirata che, a bordo di un vascello, depredò ogni porto da Creta fino a Panama, venendo fregiato del titolo di "Sua Furfanteria". Quando sulla costa pronunciavano il suo nome gli abitanti si spaventavano talmente tanto da rinchiudere le galline in un bunker. Aveva un occhio solo ed un orecchio soltanto, poiché l'altro glielo aveva mozzato un gatto siamese. Odiava tutti gli altri gatti (specialmente siamesi e turchi) e si divertiva nel mutilarli della coda o delle zampe. Nonostante l'aspetto ed il carattere generalmente coriaceo aveva un cuore sensibile, ed amava incredibilmente Lady Griddlebone. Ma il suo amore era solo parzialmente corrisposto. Infatti, quando i siamesi invasero la nave di Growltiger, ella fuggì, abbandonando l'amato. Growltiger allora, solo e deluso dall'amore, si lascia gettare negli abissi dai gatti nemici che gli hanno invaso la nave. Quando la notizia della sua morte giunse ai porti, si festeggiò per giorni interi nelle strade di Bangkok.
- Jellylorum - gatta che introduce e accompagna il vecchio Gus
- Jemima - Giovane gattina presente al Jellicle Ball. Pur apparendo brevemente nello spettacolo, ha un ruolo fondamentale ed è protagonista di alcuni dei momenti più elegiaci e commoventi del musical. Risponde ad Old Deuteronomy in The moments of happiness e duetta con Grizabella in Memory (nella versione originale si limita a introdurre il brano).
- Jennyanydots - gatta soriana che addestra topi e blatte in cantina
- The Magical Mister Mistoffelees- è il gatto prestigiatore che con le sue magie fa rimanere tutti a bocca aperta e che fa riapparire lo scomparso Old Deuteronomy. Ha un ruolo di supporto e mantiene la maggior parte degli stessi attributi del personaggio di Eliot, sebbene sia più esibizionista. È lui che salva Old Deuteronomy da Macavity. Probabilmente è fratello del Rum Tum Tugger. Ha la sua canzone e un assolo esteso di danza nel secondo atto dello show; in molte produzioni, inoltre, canta “Invitation to the Jellicle Ball” nel primo atto. Nella rappresentazione teatrale nel West End, Mr. Mistoffelees cantava anche "The Old Gumbie Cat"; nella produzione originale di Broadway cantò "Mungojerrie and Rumpleteazer” (il numero fu modificato un paio di anni dopo la prima). In alcune versioni del musical ha un secondo nome, “Quaxo”. Il numero di Mr. Mistoffelees ha una coreografia complessa, con incluse serie di piroette, e i ballerini che interpretano questo ruolo hanno una grande esperienza. Nello spettacolo indossa uno smoking bianco e nero, perché un costume nero “sparirebbe” sotto le luci del palcoscenico. Indossa due costumi, uno nero col petto bianco coperto di calda peluria, durante la maggior parte dello show. Per la sua canzone indossa invece una giacca nera con lucine elettriche per la sua entrata molto spettacolare.
- Mungojerrie - è un abile ladro che fa coppia con Rumpleteazer
- Munkustrap - Uno tra i più importanti "jellicle leaders". Figura secondaria nell'originale londinese (si mette in luce solo in The aweful Battle of the Pekes and the Pollicles), viene promosso a protagonista nella maggior parte delle edizioni successive, assumendo il ruolo originariamente affidato a Quaxo. Munkustrap appare come un gatto abbastanza giovane (molto più di Old Deuteronomy), ma gode comunque di una notevole stima tra i Jellicle, ricoprendo spesso il ruolo di braccio destro del vecchio leader e di maestro di cerimonie del ballo annuale dei Jellicle. In tali vesti appare anche nella versione video. Munkustrap è il figlio e braccio destro di Old Deuteronomy, ed è fratello di Rum Tum Tugger. È lui a sovrintendere alla festa Jellicle, prima dell'arrivo di Old Deuteronomy. Prova un gran disprezzo per Grizabella, e la allontana dai giovani della tribù. È lui che, quando arriva Old Deuteronomy, racconta le gesta di Rumpus Cat. Nel secondo atto lotta contro Macavity, ma viene sconfitto e ferito. Ha una relazione con Demetra. Il ruolo non richiede grandi capacità da ballerino, bensì buone capacità canore e recitative. Alcuni interpreti del personaggio furono Dean Maynard, Harry Groener, Bryan Batt, John Partridge (Rum Tum Tugger nel video del 1998) e Michael Gruber.

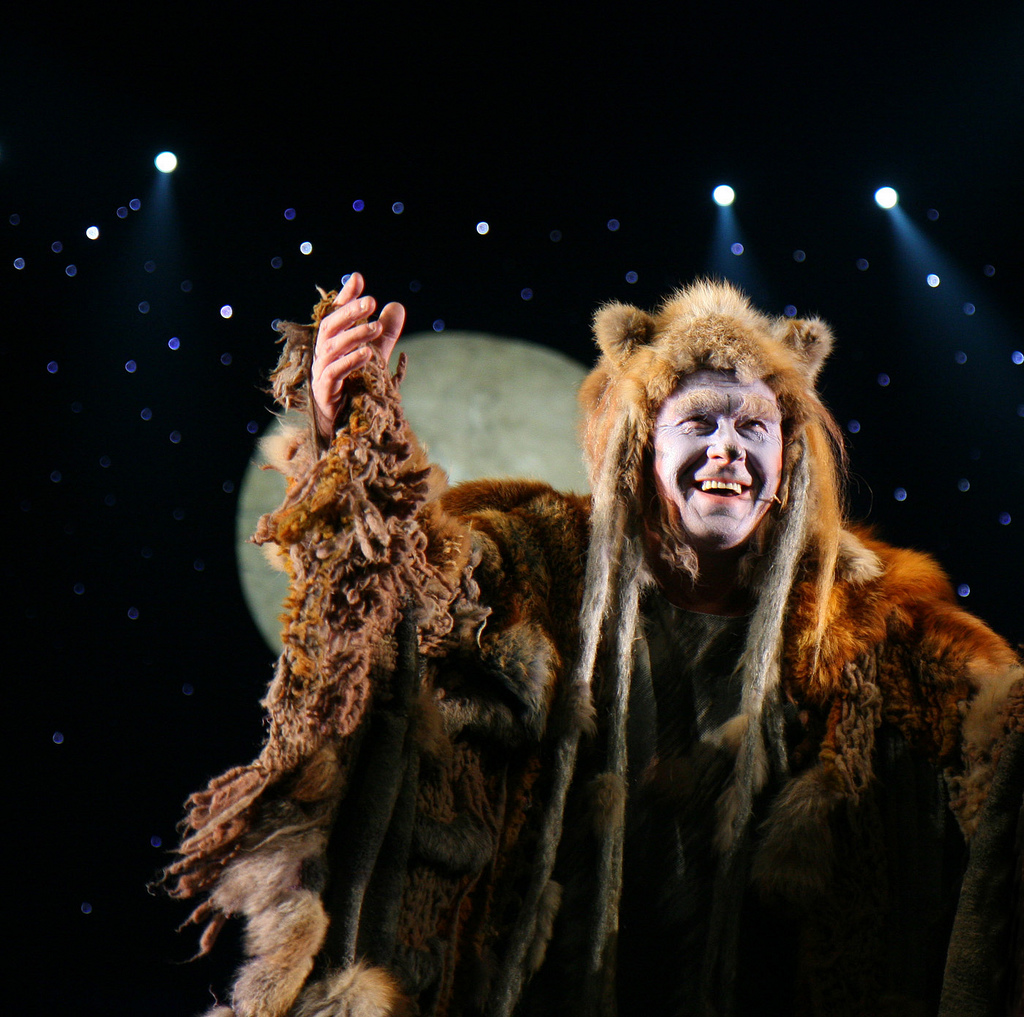
Old Deuteronomy

- Old DeuteronomyOld Deuteronomy è l'anziano capo dei Jellicle Cats, protagonisti del musical. Ha vissuto una vita molto lunga (nacque prima dell'incoronazione della regina Vittoria) ed è citato in numerose ballate, canzoni e poesie. Ebbe un gran numero di mogli (Rum Tum Tugger dice che ne ebbe un numero compreso tra nove e novantanove) ed un numero gigantesco di figli, tra cui lo stesso Munkustrap, suo braccio destro. A causa dell'età avanzata non riesce più a correre e le gambe gli barcollano. È l'unico ad apprezzare e capire Grizabella, premiandola mandandola nel paradiso dei gatti. Viene rapito da Macavity ma salvato da Mister Mistoffelees. Nelle poesie di T.S. Eliot si rivela che la sua padrona è una barista che sgrida i clienti quando, con il loro baccano, svegliano il vecchio micione. Old Deuteronomy canta tre canzoni in Cats, tra cui il finale The ad-dressing of Cats. È solitamente interpretato da un baritono lirico. Il primo interprete per questo ruolo è stato Brian Blessed nella versione originale londinese del 1981, in cui interpretava anche il ruolo di Bustopher Jones. Il primo interprete a Broadway è stato Ken Page nel 1983, che riprese il ruolo nel film del 1998. In occasione dei vent'anni del musical il ruolo è stato ricoperto da Dave Willetts. Nell'adattamento cinematografico diretto da Tom Hooper a interpretarlo è l'attrice britannica Judi Dench.
- Plato
- Pouncival
- Quaxo - Nell'edizione londinese figura come uno tra i leader carismatici dei Jellicle, rispettato e ammirato dagli altri gatti. È lui a fare da anfitrione e ad organizzare gli eventi. Nella maggior parte delle edizioni successive, incluso il video del '98, il personaggio viene eliminato e le sue battute sono affidate perlopiù a Munkustrap.
- Rumpleteazer - È la gatta che fa coppia con Mungojerrie. Mungojerrie e Rumpleteazer sono due gatti ladruncoli che lavorano in coppia: quando si scopre un guaio si sa che sono stati loro, ma non vengono mai puniti perché nessuno sa dire chi dei due è il colpevole. Rumpleteazer e Mungojerrie sono degli incurabili vagabondi che amano gironzolare di notte per la città, e non sono certo criminali del calibro di Macavity. Nella realizzazione video il personaggio di Rumpleteazer, interpretato da Jo Gibb, è più importante che in teatro. Nella versione teatrale italiana prende il nome di Zampalesta ed è interpretata da Maria Silvia Roli. Nella versione originale di Londra (West End) era interpretata da Bonnie Langford.
- Rumpus Cat - Nel musical ferma la lotta tra bande canine, i Pekes e i Pollicles, inscenata da Munkustrap. Nel video, Rumpus Cat è interpretato da Frank Thompson, che svolge anche il ruolo di Admetus. Steven Wayne svolse la parte del West End di Londra, insieme al personaggio George
- Sillabub
- Skimbleshanks - È il gatto ferroviere
- Tantomile - È la sorella gemella di Coricopat. Coricopat e Tantomile sono inseparabili e si spostano in perfetta sincronia ed unità nella coreografia. I loro costumi sono a righe e suggeriscono il pelo della tigre ma anche l'eco offuscata luna caratterizzata sul set. Essi sono i primi a notare le eventuali modifiche del loro mondo, l'arrivo di un nuovo gatto. Nella produzione giapponese di Cats, Tantomile è il nome dato al personaggio di Cassandra, lasciando Coricopat da solo. Il ruolo dei gemelli è stato dato a Cassandra e Tumblebrutus. È stato interpretato a Broadway da Janet Hubert-Whitten.
- Tumblebrutus
- Victor - Nell'edizione londinese figura come un gatto adulto appartenente alla ciurma di Growltiger. È un personaggio secondario.
- Victoria the White Cat - è una gatta bianca che vorrebbe avvicinarsi alla vecchia Grizabella. Nella canzone The Invitation to the Jellicle Ball balla e canta con Mister Mistoffelees. Durante il "Jellicle Ball" fa coppia con Plato. Victoria è uno dei tanti gatti di sesso femminile che si eccita alla vista del Rum Tum Tugger. È uno dei pochi giovani gatti che cercano di dare il benvenuto a Grizabella. Nel ruolo di Victoria si sono cimentate numerose ballerine tra cui Finola Hughes (West End di Londra) e Cynthia Onrubia (Broadway). Nella versione video del 1998 è stata interpretata da Phyllida Crowley Smith.

## Cast italiano
| Produzione                       | Compagnia della Rancia | Compagnia della Rancia    | PeepArrow Entertainment     | PeepArrow Entertainment     | PeepArrow Entertainment |
| Personaggi                       | Cast 2009/2010         | Cast 2010/2011            | Cast 2022/2023              | Cast 2023/2024              | Cast 2025               |
| -------------------------------- | ---------------------- | ------------------------- | --------------------------- | --------------------------- | ----------------------- |
| Grisabella                       | Giulia Ottonello       | Giulia Ottonello          | Malika Ayane/Chiara Canzian | Malika Ayane/Chiara Canzian | Giulia Fabbri           |
| Gus/Gas                          | Fabio Monti            | Michele Renzullo          | Fabrizio Angelini           | Fabrizio Angelini           | Gianluca Pilla          |
| Asparagus/Applausiatuttogas      | Fabio Monti            | Giuseppe Galizia          | Fabrizio Angelini           | Fabrizio Angelini           | Gianluca Pilla          |
| Old Deuteronomio/Gatto Filosofo  | Alessandro Neri        | Alessandro Neri           | Fabrizio Corucci            | Fabrizio Corucci            | Fabrizio Corucci        |
| Ciccio Gourmet/Gatto Giò         | Alessandro Neri        | Alessandro Neri           | Jacopo Pelliccia            | Jacopo Pelliccia            | Jacopo Pelliccia        |
| Victoria                         | Roberta Miolla         | Roberta Miolla            | Claudia Calestini           | Monika Lepistö              | Monika Lepistö          |
| Zampalesta/Rumpleteazer          | Maria Silvia Roli      | Roberta Miolla            | Rossella Lubrino            | Rossella Lubrino            | Rossella Lubrino        |
| Rum Tum Tugger/Gatto Rock Tugger | Andrea Rossi           | Giuseppe Verzicco         | Luca Giacomelli Ferrarini   | Giorgio Adamo               | Giorgio Adamo           |
| Bombalaurina                     | Azzurra Adinolfi       | Azzurra Adinolfi          | Giorgia Cino                | Giorgia Cino                | Rossana Vassallo        |
| Macavity                         | Giuseppe Verzicco      | Luca Giacomelli Ferrarini | Simone Nocerino             | Simone Nocerino             | Simone Nocerino         |
| Platone/Admetus                  | Giuseppe Verzicco      | Luca Giacomelli Ferrarini | Simone Nocerino             | Simone Nocerino             | Simone Nocerino         |
| Jennyanypois/Gatta Cucciola      | Stefania Fratepietro   | Stefania Fratepietro      | Greta Bellintani            | Martina Peruzzi             | Elga Martino            |
| Munkustrap                       | Andrea Verzicco        | Andrea Verzicco           | Sergio Giacomelli           | Sergio Giacomelli           | Sergio Giacomelli       |
| Jemima                           | Federica Baldi         | Federica Baldi            | Alessandra Somma            | Alessandra Somma            | Alessandra Somma        |
| Sghemboexpress/Frecciarossa      | Roberto Colombo        | Roberto Colombo           | Mark Biocca                 | Jacopo Pelliccia            | Jacopo Pelliccia        |
| Mangojerry                       | Massimiliano Pironti   | Salvatore Marchione       | Simone Ragozzino            | Simone Ragozzino            | Simone Ragozzino        |
| Alonzo                           | Simone De Rose         | Simone De Rose            | Simone Giovannini           | Simone Giovannini           | Simone Giovannini       |
| Parsifal/Carbucketty             | Tiziano Edini          | Luca Spadaro              | Valerio Angeli              | Gabriele Aulisio            | Gabriele Aulisio        |
| Bill Bailey                      |                        |                           | Valerio Angeli              | Gabriele Aulisio            | Gabriele Aulisio        |
| Demetra                          | Chiara Vecchi          | Denise Brambillasca       | Viviana Salvo               | Viviana Salvo               | Viviana Salvo           |
| Cassandra                        | Silvana Isolani        | Silvana Isolani           | Gaia Soprano                | Gaia Soprano                | Claudia Calestini       |
| Jellilora                        | Loredana Sartori       | Floriana Monici           | Natalia Scarpolini          | Natalia Scarpolini          | Natalia Scarpolini      |
| Occhibui/Griddlebone             | Loredana Sartori       | Floriana Monici           | Natalia Scarpolini          | Natalia Scarpolini          | Natalia Scarpolini      |
| Mr.Mistofeles                    | Alessandro Lanzillotti | Alessandro Lanzillotti    | Pierpaolo Scida             | Pierpaolo Scida             | Pierpaolo Scida         |
| Quaxo                            | Alessandro Lanzillotti | Jacopo Magistrelli        | Paolo Valenti               | Gianluca Pilla              | Luca Peluso             |
| Exotica/Exetera                  | Laura Safina           | Silvia Contenti           | Cristina La Gioia           | Cristina La Gioia           |                         |
| Electra                          | Chiara Vinci           | Chiara Vinci              | Rossana Vassallo            | Rossana Vassallo            |                         |
| Caligola/Coricopat               | Gianluca Ciatti        | Cristian Ruiz             | Michele Balzano             | Michele Balzano             | Michele Balzano         |
| Gattigre/Sandogat                | Gianluca Ciatti        | Cristian Ruiz             | Fabrizio Angelini           | Fabrizio Angelini           | Gianluca Pilla          |
| Tantomille                       |                        |                           | Elga Martino                | Elga Martino                | Cristina La Gioia       |
| Syllabub                         |                        |                           | Francesca Iannì             | Francesca Iannì             |                         |
| George                           |                        |                           | Sandro Bilotta              | Mario De Marzo              | Mario De Marzo          |

## Numeri musicali
La maggior parte dei numeri musicali sono poesie della raccolta Old Possum's book of Practical Cats' di T.S. Eliot.

### Atto I
- Overture (musicale)
- Prologue: Jellicle Songs for Jellicle Cats (Canzoni di Jellicle per i gatti di Jellicle, di Trevor Nunn e Richard Stilgoe, ispirato a materiale inedito di T.S. Eliot)
- The Naming of cats (Come dare un nome ad un gatto)
- The invitation to the Jellicle Ball (L'invito al ballo di Jellicle di Trevor Nunn e Richard Stilgoe, ispirato a materiale inedito di T.S. Eliot)
- The Old Gumbie Cat
- The Rum Tum Tugger
- Grizabella
- Bustopher Jones
- Mungojerrie and Rumpleteazer
- Old Deuteronomy
- The aweful Battle of the Pekes and the Pollicles together with The Marching song of the Pollicle Dogs (Della terribile battaglia dei Pekes e dei Pollicles insieme a La marcia trionfale dei cani Pollicle, quest'ultima pubblicata in Queen's Book of the Red Cross nel 1939)
- The Jellicle Ball/The Song of the Jellicle (Il ballo di Jellicle/La canzone dei Jellicle di Trevor Nunn e Richard Stilgoe, ispirato a materiale inedito di T.S. Eliot)
- Grizabella the Glamour Cat (brano inedito di T.S. Eliot. Il poeta non volle pubblicarlo perché lo riteneva troppo triste per i bambini)
- Memory (di Trevor Nunn basato su Rapsodia in una notte di vento di T.S. Eliot). La suddetta canzone viene ripresa al termine del secondo atto.

### Atto II
- The moments of happiness (Gli attimi di felicità, tratto da Quattro quartetti di T.S. Eliot)
- Gus: The theatre Cat (Gus il gatto del teatro)
- Growltiger's last stand (including the Ballad of Billy McCaw) (La fine di Growltiger (con la ballata di Billy McCaw), quest'ultima pubblicata col titolo Billy M'Caw: The remarkable Parrot in The Queen's Book of the Red Cross nel 1939)
- Skimbleshanks: The Railway Cat (Skimbleshanks: il gatto delle ferrovie)
- Macavity: The Mystery Cat
- Mr. Mistoffelees
- Memory (di Trevor Nunn, basata su Rapsodia in una notte di vento di T.S. Eliot).
- Journey to the Heaviside Layer (Il viaggio allo strato di Heaviside, testo inedito di T.S. Eliot, scritto per il finale di un seguito di Old Possum's Book of Practical Cats mai realizzato).
- The ad-dressing of Cats (Come rivolgersi ad un gatto)

## Produzioni
Cats è andato in scena in prima mondiale al New London Theater nel West End di Londra l'11 maggio 1981. La regia era di Trevor Nunn e le coreografie di Gillian Lynne. Gli interpreti principali erano Wayne Sleep (Quaxo), Paul Nicholas (Rum Tum Tugger), Brian Blessed (Old Deuteronomy e Bustopher Jones) e Elaine Paige (Grizabella). Nel cast compariva anche Sarah Brightman nel ruolo di Jemima. Lo spettacolo vinse il Laurence Olivier Awards. L'album raggiunse la settima posizione in Austria. La produzione chiuse esattamente 21 anni dopo, l'11 maggio 2002, e lo spettacolo finale fu trasmesso su uno schermo gigante a Covent Garden.
A Broadway il musical debuttò al Winter Garden Theatre il 7 ottobre 1982 con Terrence Mann come Admetus e Rum Tum Tugger, Harry Groener come Munkustrap e Janet Hubert-Whitten come Tantomile e chiuse il 10 settembre 2000. La parte di Grizabella fu interpretata da Betty Buckley, quella di Old Deuteronomy da Ken Page, mentre Timothy Scott interpretava Mister Mistoffelees e Reed Jones Skimble. Lo spettacolo venne premiato con il Tony Award al miglior musical. L'album raggiunse la quinta posizione in Austria ed in Australia.
Nel 1983 ha la prima al Theater an der Wien con Ute Lemper e l'album arriva in prima posizione in Austria per due settimane.
Nel 1985 va in scena a Sydney con Anita Louise Combe.

Nel 1998 fu realizzata una versione video del musical dove Elaine Paige riprendeva la parte di Grizabella e Ken Page quella di Old Deuteronomy. Sir John Mills impersonava Gus. La regia è stata di David Mallet.

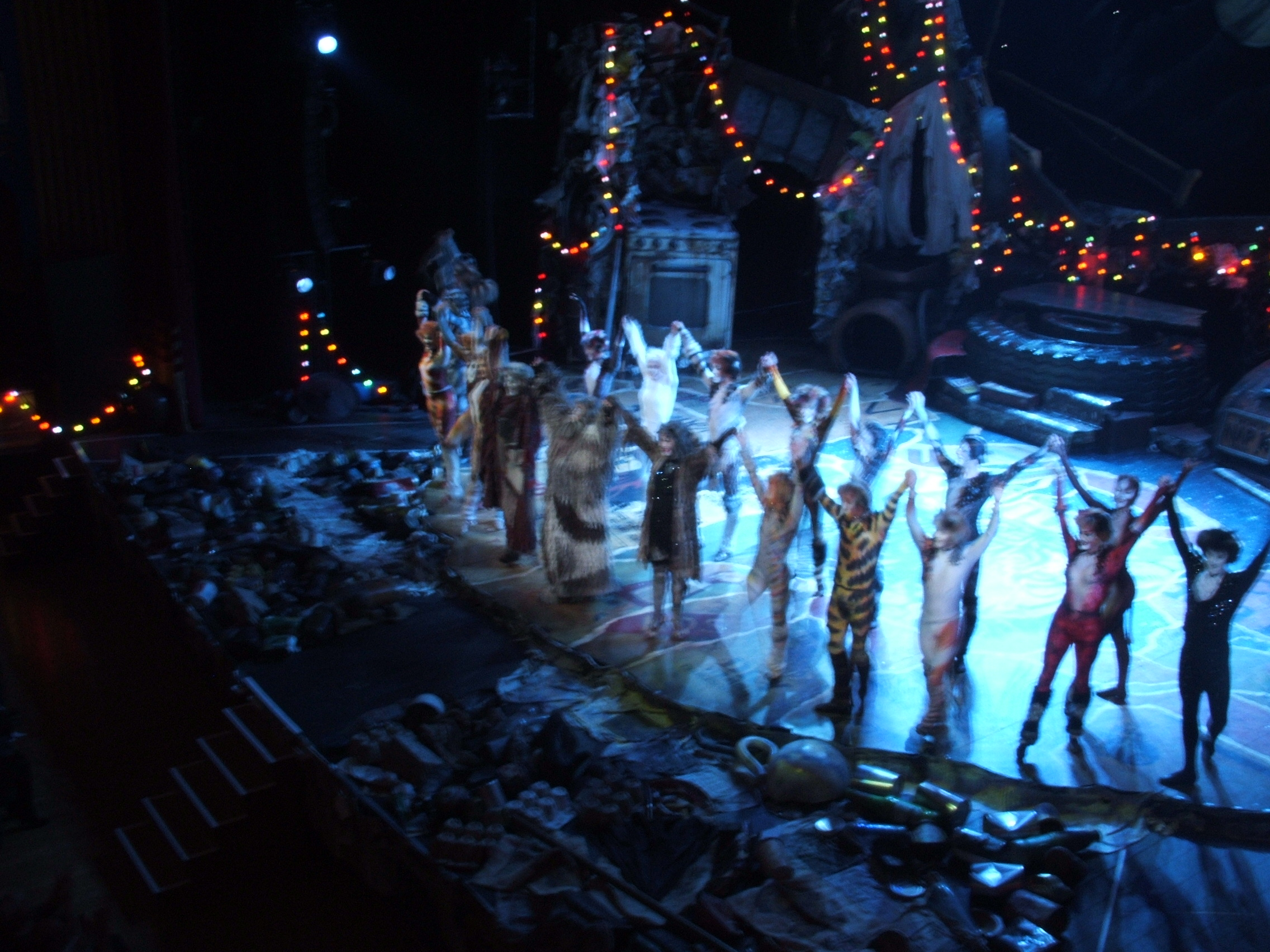
Saluti finali. Trieste, Teatro Rossetti. 28 maggio 2008

Lo spettacolo è andato in scena in Italia per la prima volta al Palatrussardi di Milano nel febbraio/marzo 1995.
Dopo la conclusione delle repliche nel West End, l'ex produzione londinese ha dato il via ad un ampio tour internazionale, toccando anche l'Italia, con una breve tournée partita dal Politeama Rossetti di Trieste il 28 maggio 2008, che ha fatto tappa diverse città come in giugno al PalaCredito di Romagna di Forlì per il Ravenna Festival riscuotendo un enorme successo.
Il 28 ottobre 2009 ha debuttato al Teatro Sistina di Roma la versione italiana della Compagnia della Rancia diretta da Saverio Marconi con le coreografie e la regia associata di Daniel Ezralow (spettacolo più visto della stagione teatrale 2009/2010, secondo la Borsa Spettacolo AGIS), con Giulia Ottonello (Grizabella) e Luca Giacomelli Ferrarini (Macavity).
Nel 2010 va in scena a Manila con Lea Salonga, nel 2013 va in scena a Città del Messico con Filippa Giordano e nel 2016 al Teatro Regio di Torino.
Nel 2022 debutta al Teatro Sistina un nuovo allestimento italiano a cura di Massimo Romeo Piparo, che trasporta i gatti protagonisti in una inedita ambientazione romana; nel cast figura nuovamente Luca Giacomelli Ferrarini nel ruolo di Rum Tum Tugger, mentre Grizabella è interpretata dalla cantante Malika Ayane. La stessa produzione viene portata in tour a fine 2023 con un cast leggermente variato; nel 2024 il ruolo di Grizabella passa a Chiara Canzian.

## Versione cinematografica
Una versione filmata del musical fu realizzata nel 1998; fu girata per essere distribuita in videocassetta e DVD e non uscì al cinema. 
Nel 2019 è stato realizzato un vero e proprio adattamento cinematografico del celebre musical, diretto da Tom Hooper.

## Riconoscimenti
- 8 Tony Award, tra cui:
  - Tony Award al miglior musical
  - Tony Award alla migliore colonna sonora originale (Andrew Lloyd Webber)
  - Tony Award alla miglior attrice non protagonista in un musical (Betty Buckley)
  - Tony Award al miglior libretto di un musical (Thomas Stearns Eliot)
  - Tony Award alla miglior regia di un musical (Trevor Nunn)
  - Tony Award ai migliori costumi (John Napier)